# Єлліваре
Єлліваре (швед. Gällivare, фін. Jällivaara, півн.-саам. Jiellevárri) — поселення на Півночі Швеції в лені Норрботтен. Адміністративний центр однойменної комуни.
Засноване в XVII ст.

## Промисловість
Поселення є центром промислового району з видобутку залізної руди. За 5 км від Єллівари знаходиться рудник Мальмбергет. Також поруч розташовано рудник Коскульскулле.
Руда вивозиться в порти Нарвік (Норвегія) та Лулео.

## Клімат
| Клімат Єлліваре         | Клімат Єлліваре | Клімат Єлліваре | Клімат Єлліваре | Клімат Єлліваре | Клімат Єлліваре | Клімат Єлліваре | Клімат Єлліваре | Клімат Єлліваре | Клімат Єлліваре | Клімат Єлліваре | Клімат Єлліваре | Клімат Єлліваре | Клімат Єлліваре |
| Показник                | Січ.            | Лют.            | Бер.            | Квіт.           | Трав.           | Черв.           | Лип.            | Серп.           | Вер.            | Жовт.           | Лист.           | Груд.           | Рік             |
| Абсолютний максимум, °C | 7,6             | 7,5             | 12,5            | 19,0            | 28,2            | 30,6            | 34,5            | 31,4            | 24,1            | 16,7            | 9,6             | 8,0             | 34,5            |
| Середній максимум, °C   | −8,2            | −6,6            | −1,3            | 4,5             | 11,1            | 16,2            | 20,1            | 17,3            | 11,6            | 3,4             | −2,7            | −5,5            |                 |
| Середня температура, °C | −13,1           | −11,9           | −6,9            | −0,5            | 5,9             | 11,0            | 14,7            | 12,2            | 7,2             | 0,1             | −6,9            | −10,2           |                 |
| Середній мінімум, °C    | −18             | −17,1           | −12,5           | −5,4            | 0,7             | 5,7             | 9,2             | 7,0             | 2,7             | −3,3            | −11             | −14,9           |                 |
| Абсолютний мінімум, °C  | −43,3           | −40             | −36,5           | −33,5           | −20             | −6              | 0,0             | −4              | −10,3           | −24             | −33,5           | −39,1           | −43,3           |
| Норма опадів, мм        | 40.8            | 32.6            | 21.9            | 26.9            | 50.3            | 65.7            | 97.8            | 76.0            | 69.2            | 42.8            | 49.9            | 48.4            |                 |
| ----------------------- | --------------- | --------------- | --------------- | --------------- | --------------- | --------------- | --------------- | --------------- | --------------- | --------------- | --------------- | --------------- | --------------- |

## Населення
Станом на 31 грудня 2020 року населення складало 10 929 осіб.
| Рік  | Населення |
| ---- | --------- |
| 1970 | 7773      |
| 1975 | 8669      |
| 1980 | 8131      |
| 1990 | 8470      |
| 1995 | 9179      |
| 2000 | 8454      |
| 2005 | 8480      |
| 2011 | 8449      |
| 2020 | 10929     |

## Спорт
У поселенні базується футбольний клуб «Єлліваре Мальмбергетс» ФФ.
У 2008 році тут відбувся чемпіонат світу з футболу серед збірних, які не є членами ФІФА.
Поруч розташований лижний комплекс Дундрет, обладнаний шістьма підйомниками та десятком підготованих схилів, а також конференц-центром і готелем.

## Галерея

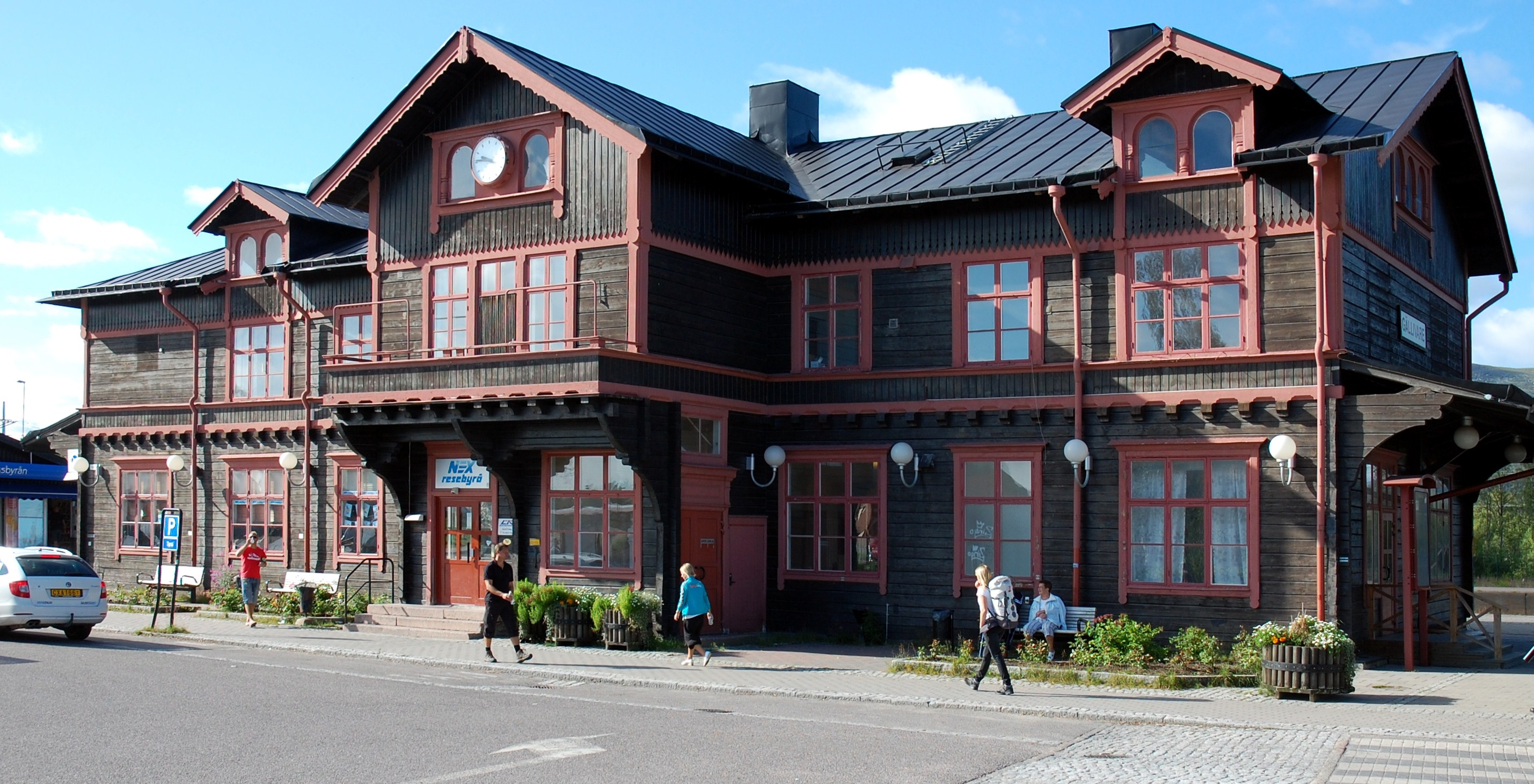
Залізнична станція (2012)
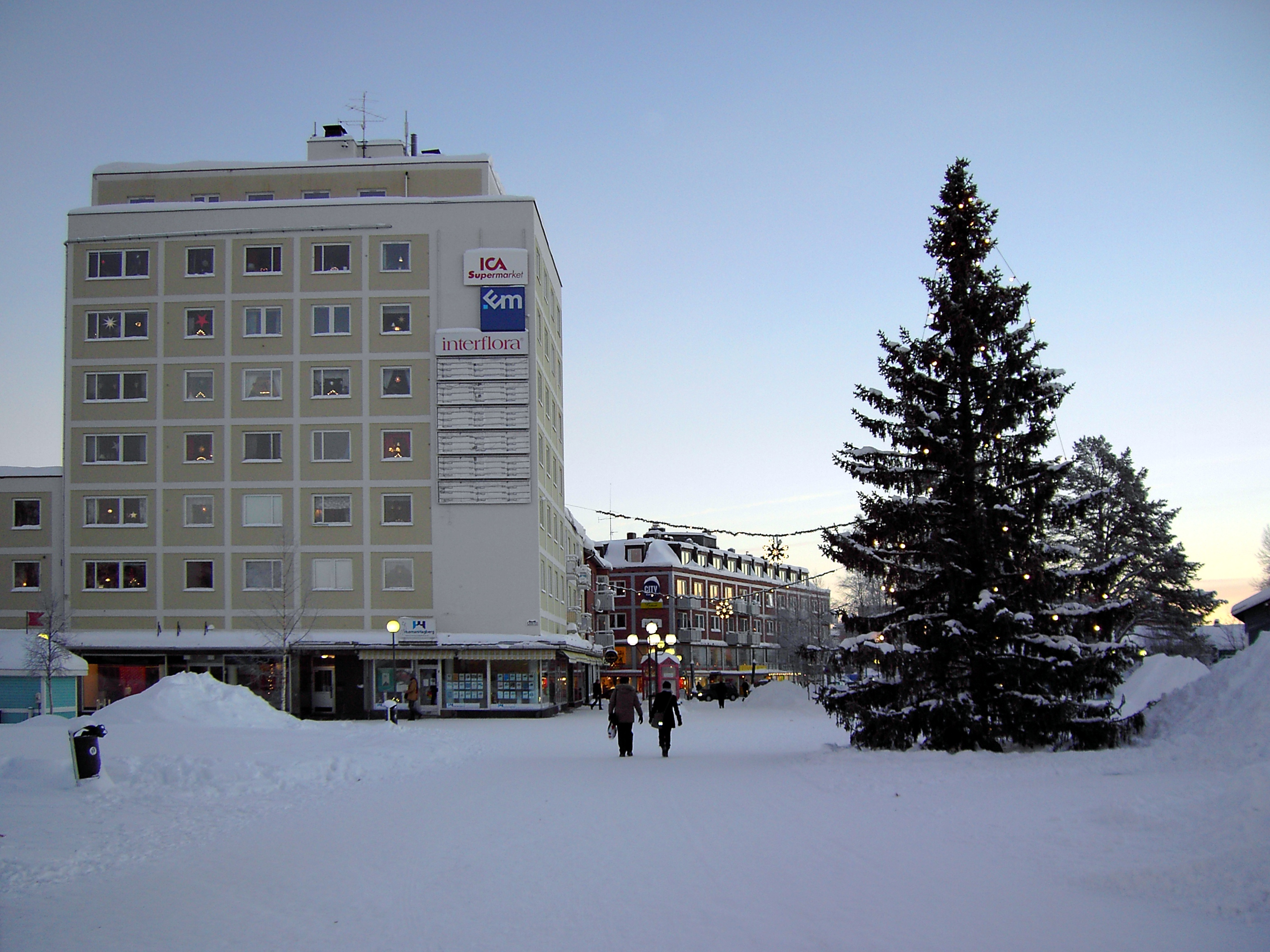
Центр міста (2005)
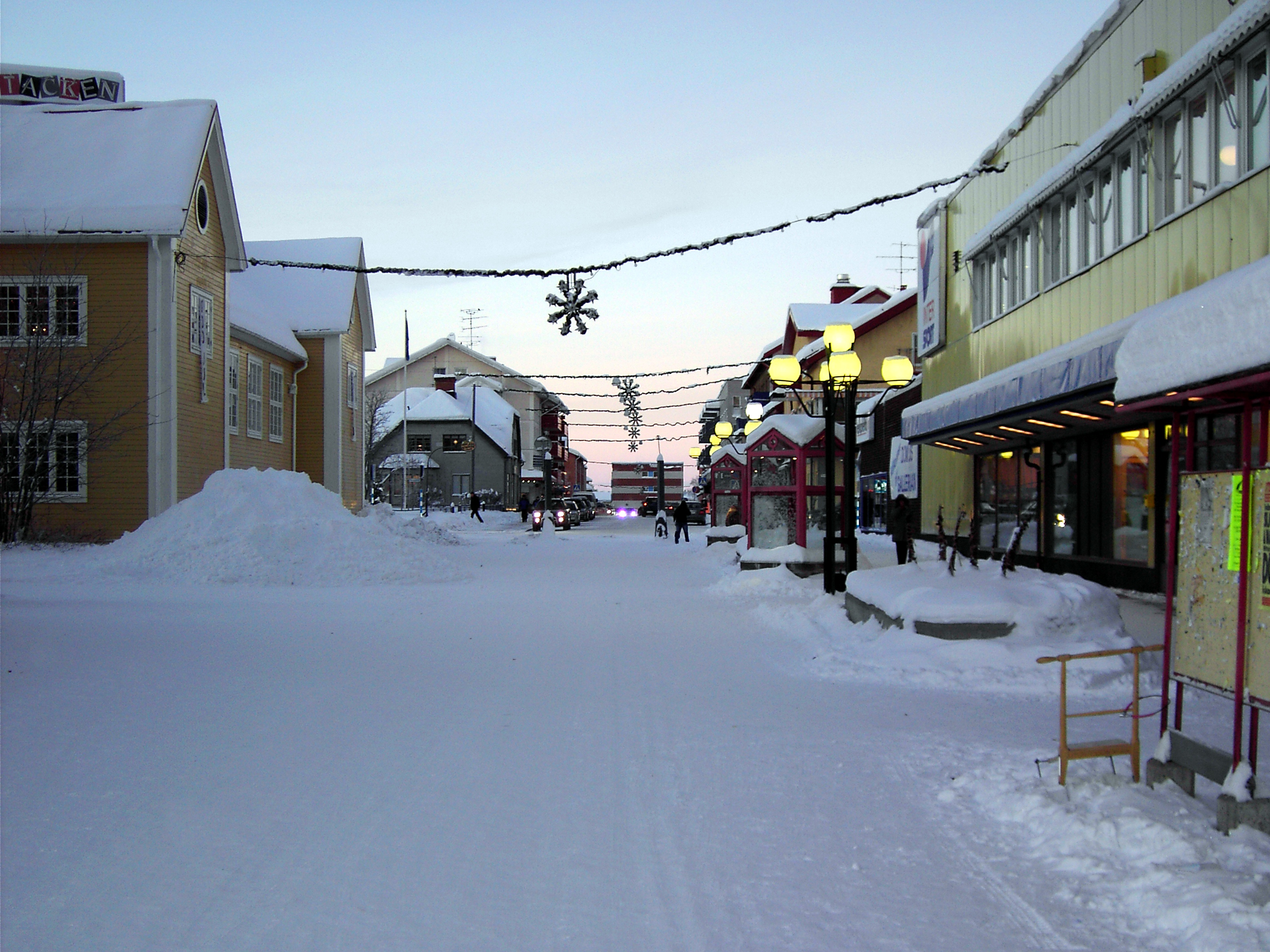
Вулиця Сторгатан (2005)
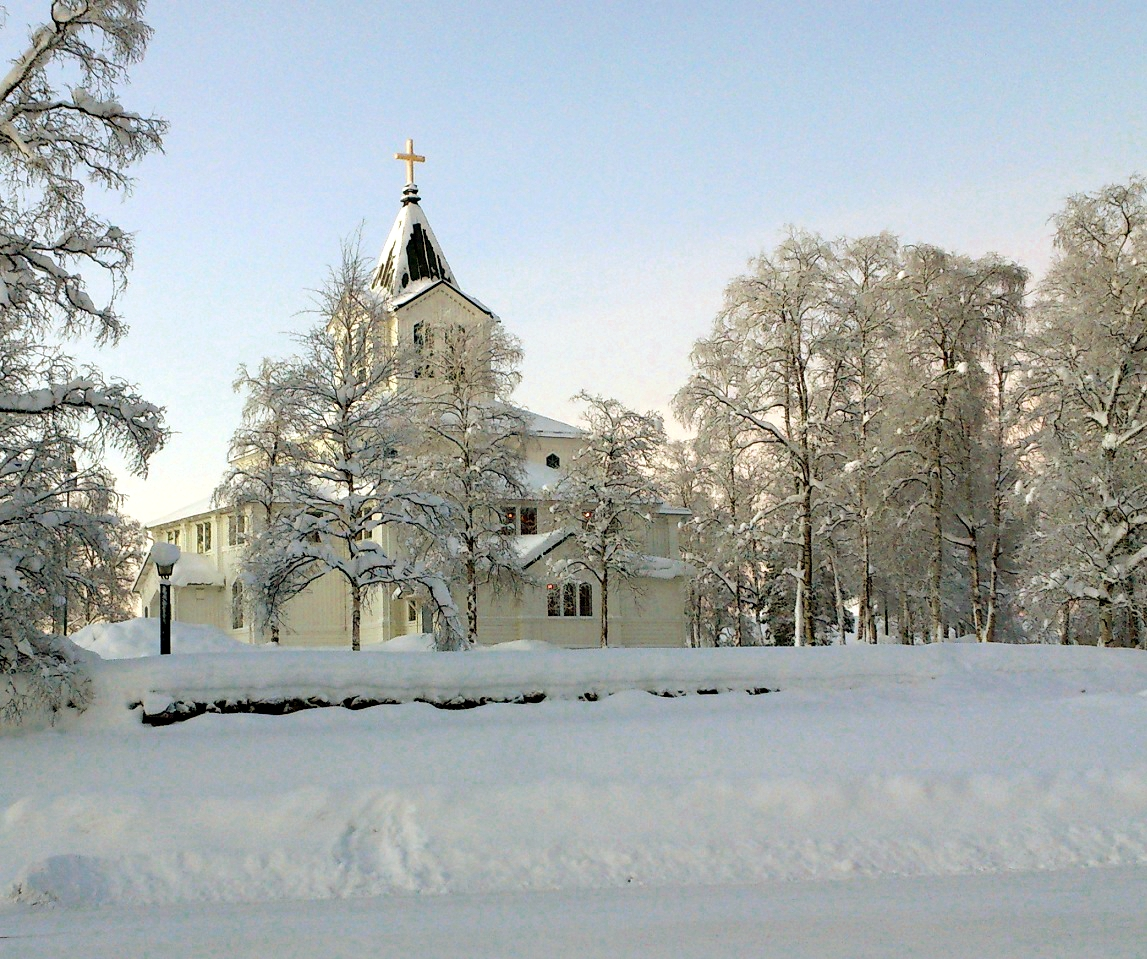
Церква (2012)